# Francisco Julián Villena Soriano
Francisco Julián Villena Soriano (Casas-Ibáñez, 21 de març de 1979) és un futbolista professional castellanomanxec, que ocupa la posició de davanter.

## Trajectòria
Va debutar a primera divisió amb el Sevilla FC, a la temporada 99/00 tot jugant dos partits. La resta de la seua trajectòria ha estat lligada a equips de Segona B i Tercera Divisió: Sevilla B, València B, CE Castelló, CE Sabadell, Tomelloso CF, Sangonera Atlético, Teruel, Torrevella i La Roda CF.